# Hanna Gronkiewicz-Waltz

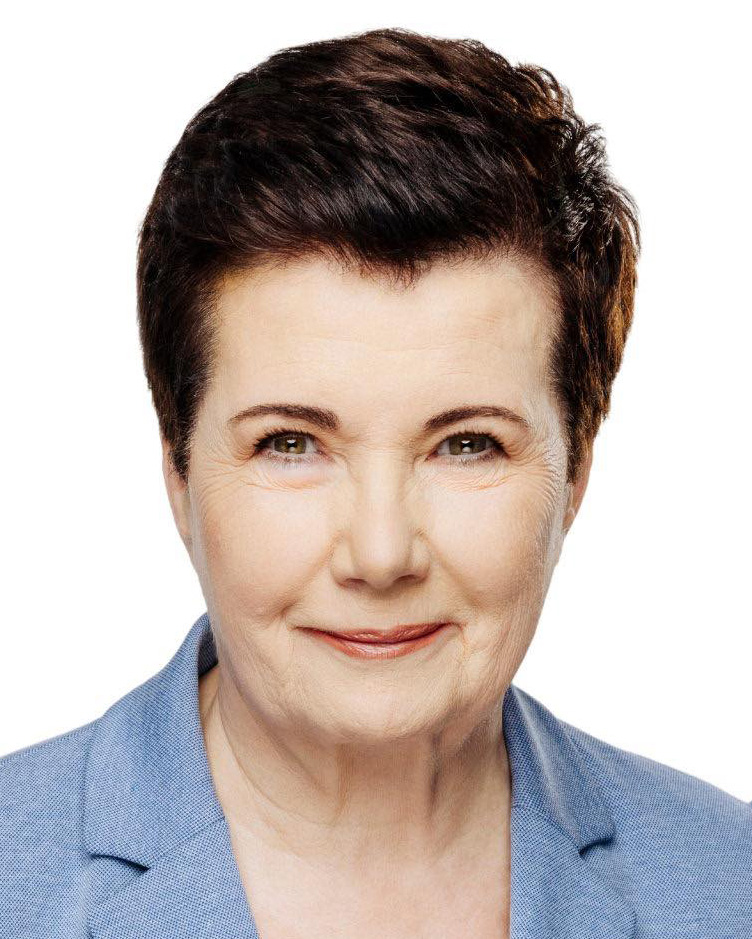
Hanna Gronkiewicz-Waltz (2024)

Hanna Beata Gronkiewicz-Waltz (* 4. November 1952 in Warschau) ist eine polnische Juristin, Hochschullehrerin und Politikerin (Partia VICTORIA, Platforma Obywatelska). Zwischen 2006 und 2018 war sie Stadtpräsidentin (Oberbürgermeisterin) von Warschau. Von 2005 bis 2006 gehörte sie dem Sejm in der V. Wahlperiode an. Seit 2024 ist sie Abgeordnete des Europaparlaments.

## Leben und Beruf
Hanna Gronkiewicz-Waltz studierte Rechtswissenschaft an der Universität Warschau. Im Jahr 1981 promovierte sie dort und habilitierte sich 1993. Seit 1994 ist Gronkiewicz-Waltz außerordentliche Professorin an der rechtswissenschaftlichen Fakultät der Universität Warschau. Gronkiewicz-Waltz ist verheiratet und hat eine Tochter.

### Zentralbank
Nach der politischen Wende Polens war sie von 1992 bis 2000 Vorsitzende der polnischen Zentralbank Narodowy Bank Polski. Dank der strikten monetären Politik der polnischen Zentralbank gingen die Inflationsraten kontinuierlich zurück. Mit der Währungsumstellung am 1. Januar 1995 wurde der Złoty zum Faktor 1 : 10.000 neu bewertet.
Von 2001 bis 2004 bekleidete sie den Posten einer Vizepräsidentin der Europäischen Bank für Wiederaufbau und Entwicklung.

## Politik
Politisch engagierte sich Gronkiewicz-Waltz erstmals 1980 in der unabhängigen Gewerkschaft Solidarność. Bei der ersten vollständig freien Sejmwahl 1991 kandidierte sie für due Partia VICTORIA. Diese erreichte im Wahlkreis Warschau I jedoch lediglich 0,49 % der Stimmen und damit kein Mandat.
Als parteilose Kandidatin trat sie bei den polnischen Präsidentschaftswahlen 1995 an, wobei sie von der Stronnictwo Ludowo-Chrześcijańskie (Christliche Volkspartei), Partia Konserwatywna (Konservative Partei), der Koalicja Konserwatywna (Konservative Koalition) und anderen katholisch-konservativen Parteien unterstützt wurde und einige Wahlprognosen ihr zweistellige Prozentzahlen vorhersagten. Sie erhielt jedoch nur 2,76 % der Stimmen, was unter anderem durch eine negative Kampagne von Radio Maryja zu erklären war (unter anderem wurde suggeriert, Gronkiewicz-Waltz sei jüdischer Herkunft). Im Jahre 2005 trat sie schließlich der Platforma Obywatelska (PO) bei, für die sie bei der Parlamentswahl 2005 in den Sejm gewählt wurde. Ein Jahr später war sie Kandidatin der für das Amt des Stadtpräsidenten von Warschau bei den Kommunalwahlen 2006. Am 26. November 2006 gewann Gronkiewicz-Waltz in der Stichwahl mit 53,18 % der Stimmen gegen den Kandidaten der PiS, Kazimierz Marcinkiewicz. Im ersten Durchgang hatte sie mit 34,47 % noch 4 Prozentpunkte hinter Marcinkiewicz gelegen. Unterstützung erhielt sie von Marek Borowski, dem gemeinsamen Kandidaten der Linken, der im ersten Durchgang auf dem dritten Platz gelandet war.

### Absetzung und Wiedereinsetzung ins Amt

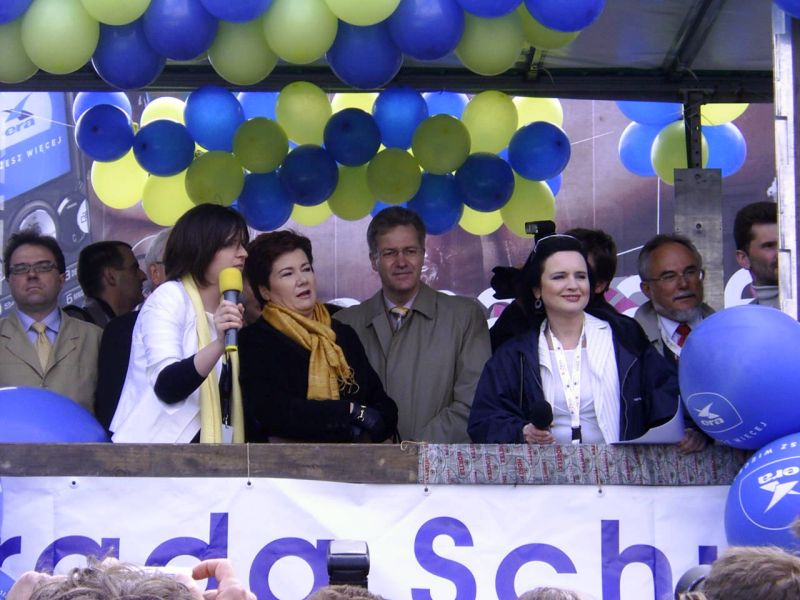
Gronkiewicz-Waltz während der Schuman-Parade 2007

Wenige Wochen nach ihrer Amtseinführung am 2. Dezember 2006 war Gronkiewicz-Waltz in eine Affäre verwickelt, die sie das Amt hätte kosten können. Nach dem Gesetz sind die Bürgermeister polnischer Städte verpflichtet, innerhalb von 30 Tagen nach ihrer Vereidigung eine Erklärung über ihre Vermögensverhältnisse vorzulegen. Dies betrifft ggf. auch deren Ehepartner, allerdings beträgt die Frist hier 30 Tage nach dem Wahltag. Gronkiewicz-Waltz reichte am 2. Januar 2007, die Erklärungen für sich selbst und ihren Ehemann, einen Warschauer Geschäftsmann, ein. Am 20. Januar 2007 berichtete die Tageszeitung Dziennik, dass die Erklärung ihres Ehemanns zwei Tage zu spät eingegangen sei. Premierminister Jarosław Kaczyński von der Partei Recht und Gerechtigkeit erklärte Gronkiewicz-Waltzs Amt daraufhin rückwirkend zum 28. Dezember 2006 (dem Tag, an dem die Vermögenserklärung ihres Mannes hätte vorgelegt werden müssen) für erloschen und kündigte Neuwahlen an.
Gronkiewicz-Waltzs Partei PO erklärte dagegen, dass der Premierminister nicht die Autorität habe, diese Entscheidung zu treffen und dass der Fall von einem Gericht geprüft werden müsse. Polnische Verfassungsexperten kommentierten, dass Gronkiewicz-Waltz dem Sinn, wenn auch nicht dem Wortlaut des Gesetzes gefolgt sei, indem sie beide Erklärungen am selben Tag einreichte. Außerdem stelle das Bestehen zweier verschiedener Fristen eine verfassungswidrige Rechtsfalle dar. Inzwischen kündigte die Bürgerplattform an, sie werde Gronkiewicz-Waltz erneut nominieren, falls die Wahlen doch wiederholt würden. Am 6. März erklärte der Wojwode der Woiwodschaft Masowien die Stadtpräsidentin für abgesetzt.
Am 13. März 2007 erklärte das polnische Verfassungsgericht Gronkiewiczs Absetzung für verfassungswidrig. Wie das Gericht betonte, stehe das Gesetz über die Nichtbeachtung von Fristen bei Steuer- und Vermögenserklärungen im Widerspruch zum europäischen Grundsatz der Verhältnismäßigkeit von begangenem Unrecht zur verhängten Strafe.

### Wiederwahl 2010 und 2014
Bei den polnischen Kommunalwahlen vom 21. November 2010 wurde sie mit 53,67 % der Stimmen bereits im ersten Wahlgang wiedergewählt. 2013 scheiterte eine Volksabstimmung zur vorzeitigen Absetzung von Hanna Gronkiewicz-Waltz an der zu geringen Wahlbeteiligung. Während der turnusgemäßen Selbstverwaltungswahlen 2014 bekam sie im ersten Wahlgang 47,2 % der Wählerstimmen. Die nötig gewordene Stichwahl gegen Jacek Sasin (PiS) konnte sie mit 58,64 Prozent für sich entscheiden.

### Warschauer Reprivatisierungsaffäre 2016
Die Warschauer Reprivatisierungsaffäre, ein im Jahr 2016 durch einen Zeitungsartikel aufgedeckter Skandal im Rahmen der Privatisierung von Immobilien in Warschau in der Nachwendezeit Polens, beendete ihre erfolgreiche politische Karriere. Eine direkte Beteiligung an den fraglichen Entscheidungen des Rathauses oder eine persönliche Bereicherung an der geübten Praxis konnten Hanna Gronkiewicz-Waltz zwar nicht nachgewiesen werden. Der Bürgermeisterin wurde aber vorgeworfen, die Privatisierungspraxis ihrer Mitarbeiter trotz vieler Hinweise auf Zweifel an der Rechtmäßigkeit der Entscheidungen nicht hinterfragt zu haben. Erst nach der Veröffentlichung des Artikels in der Gazeta Wyborcza entließ sie Mitarbeiter; zu dem Zeitpunkt trat sie auch vom Vorsitz der PO in Warschau zurück, um sich nach eigener Aussage stärker der Reprivatisierungs-Thematik widmen zu können. Ihre wiederholten Weigerungen, vor der entsprechenden Untersuchungskommission auszusagen, sowie öffentliche Äußerungen bremsten die Aufklärung des Rückgabeskandals aber. In Folge der Warschauer Reprivatisierungsaffäre trat sie nicht mehr für die Kommunalwahl im Jahr 2018 an.
Als ihr Amtsnachfolger als Stadtpräsident wurde anlässlich der Stadtpräsidentenwahl im Jahr 2018 Rafał Trzaskowski (ebenfalls Platforma Obywatelska) gewählt.

### Europawahl 2024
Bei den Europawahlen 2024 kandidierte Gronkiewicz-Waltz auf der Liste der Koalicja Obywatelska, an dem sich die PO beteiligte, errang aber zunächst kein Mandat in Brüssel. Am 10. Oktober 2024 rückte sie für Marcin Kierwiński ins Europaparlament nach, der in die Polnische Regierung wechselte.

## Auszeichnungen
- 1990: Silbernes Verdienstkreuz der Republik Polen
- 1998: European Banker of the Year[13]
- 2001: Komtur des Ordens Polonia Restituta
- 2010: Komtur mit Stern des Ordens Polonia Restituta
- 2010: Offizier der Ehrenlegion
- 2011: Nordstern-Orden
- 2011: Komtur des belgischen Kronenordens